# Enkavstika
Enkavstika je slikarska tehnika, znana tudi kot slikanje z vročim voskom, pri čemer se uporablja ogrevan čebelji vosek, ki so mu dodani barvni pigmenti, ki so odporni na temperaturo (kadmium za rumene in rdeče tone, oker, caput mortum, naravna umbra, kromoksid zelena, kobalt, ultramarin in mars črna). Tekočina ali pasta se nato nanese na površinsko pripravljen les, lahko pa tudi platno, papir, zid in druge materiale. Poleg čebeljega voska se lahko uporablja številne druge recepte, tudi druge vrste voskov, smole dreves iz družine dipterokarpovk, laneno olje ali druge sestavine. 
Za oblikovanje barve in voska, tako hladne kot segrete, se uporablja kovinska orodja in posebne ščetke. Danes so ta orodja toplotne svetilke, toplotne pištole in drugi načini uporabe toplote, ki omogočajo umetnikom, da se podaljša čas, ki ga imajo za delo z materialom. 

## Zgodovina
Beseda enkavstika izvira iz grške besede enkaustikos, kar pomeni 'gori v', ker je za izdelavo potreben element toplote.
Ta tehnika je bila predvsem v uporabi pri portretih mumij iz Fayuma v Egiptu okoli leta 100 - 300, pri  Blachernitissi in drugih zgodnjih ikonah, kot tudi v mnogih delih severnoameriških umetnikov 20. stoletja, vključno Jasperja Johnsa, Tonyja Schermana, Marka Perlmana, Fernanda Leal Audiraca. Kut-kut, izgubljena umetnost Filipinov je bila narejena s tehniko sgraffito in enkavstiko. Uporabljala jo je avtohtono pleme z otoka Samar okoli leta 1600 do leta 1800.  Umetniki mehiškega gibanja muralizem, kot so Diego Rivera  in Jean Charlot , sta včasih uporabljala enkavstično slikarstvo. Belgijski umetnik James Ensor je tudi eksperimentiral s to tehniko. 
Slikarsko tehniko enkavstiko je opisal rimski učenjak Plinij Starejši  v svojem  Natural History v 1. st n. št.. Najstarejše ohranjene poslikane plošče so rimsko-egiptovski portreti Fayumskih mumij  v 1. stoletju pred našim štetjem. Obstoj teh portretov je bil možen zaradi egipčanskega običaja, ki je zapovedoval, da se mora portret umrlega pritrditi na mumificirano telo, ugodnih temperatur in suhih klimatskih razmer. Tako dobro ohranjeni pa so ostali tudi zaradi odpornosti slikarske tehnike enkavstike.
Tudi prve ikone so bile naslikane v tehniki slikanja z voskom. Ohranile so se v izredno majhnem številu. Zelo pomembna je ikona, ki so jo našli v cerkvi Svetega Frančiška Romana v Rimu kot podlago druge slike.
V 20. stoletju je slikar Fritz Faiss (1905-1981), študent  Paul Kleeja in  Vasilija Kandinskega v Bauhausu, skupaj z dr. Hansom Schmidom, odkril tehniko enkavstičnega slikarstva, tako imenovan punski vosek. Faiss je prijavil dva nemška patenta, povezanih s pripravo voskov. Ena zajema metodo za čebelji vosek, tako da se njegovo tališče dvigne od 60 do 100 stopinj Celzija. To se je zgodilo po tem, ko so kuhali vosek v raztopini morske vode in to trikrat zaporedoma. Nastal je težek vosek, enak kot punski vosek iz starogrških zapisov o enkavstičnem slikarstvu.
Enkavstična umetnost je postala popularna okoli leta 1990 z uporabo električnih likalnikov, kuhalnikov in ogrevanih pisal na različnih površinah (karton, papir in celo lončenina). Likalnik omogoča lažjo izdelavo različnih umetniških vzorcev. Medij ni omejen le na enostavne vzorce, lahko se uporablja za ustvarjanje kompleksnih slik.

## Slikarji enkavstike
Nekateri specializirani umetniki v izdelavi enkavstike so:
- Benjamin Calau
- Pedro Cuni-Bravo
- Michael David
- Betsy Eby
- Heraclides
- Jasper Johns
- Christopher Kier
- Fernando Leal Audirac
- Michele Ridolfi
- Jenny Sages
- Tony Scherman
- Janise Yntema